# Мартос, Никита Иванович
Ники́та Ива́нович Ма́ртос (1787—1813) — русский архитектор, сын академика И. П. Мартоса.

## Биография

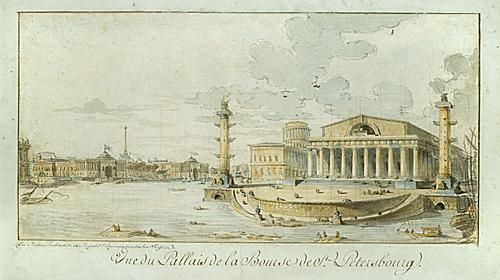
Вид фондовой биржи Санкт-Петербурга (акварель Никиты Мартоса)

Воспитанник (с 11-и летнего возраста) и ученик Императорской Академии художеств (1798—1806). Получил медали Академии художеств: малая серебряная (1803), большая серебряная (1804) за «проект зала для публичных балов», малая серебряная (1805), малая золотая (1806) за программу «Проект здания для натуральной истории», большая золотая медаль (1807) за «проект здания судебных мест в столичном городе». Получил аттестат 1-й степени со шпагой (1806). Был отправлен пенсионером Академии художеств за границу (1808), где совершенствовал своё профессиональное мастерство как скульптор и архитектор. Был избран членом Римской Академии изящных искусств (за проект Публичных бань) и Миланской Академии изящных искусств (за проект «Казармы конного полка в виде древнего цирка»). Вместе с ним в Риме учился Абрам Мельников, который позже женился на сестре Мартоса — Любови.
Отец возлагал на талантливого Никиту большие надежды, но в 1813 году сын трагически погиб (был убит французскими солдатами, во время оккупации Италии войсками Наполеона).